# Robledo de Corpes
Robledo de Corpes település Spanyolországban, Guadalajara tartományban. Robledo de Corpes Atienza, La Miñosa, La Bodera, Angón, Pálmaces de Jadraque, Congostrina, Hiendelaencina, Villares de Jadraque és Gascueña de Bornova községekkel határos. Lakosainak száma 40 fő (2024).

## Népesség
A település népessége az utóbbi években az alábbiak szerint változott:
| Lakosok száma | 102  | 108  | 87   | 71   | 67   | 51   | 51   | 52   | 40   | 40   |
|               | 2001 | 2004 | 2006 | 2009 | 2011 | 2014 | 2016 | 2019 | 2021 | 2024 |